# Anapanasati-sutta

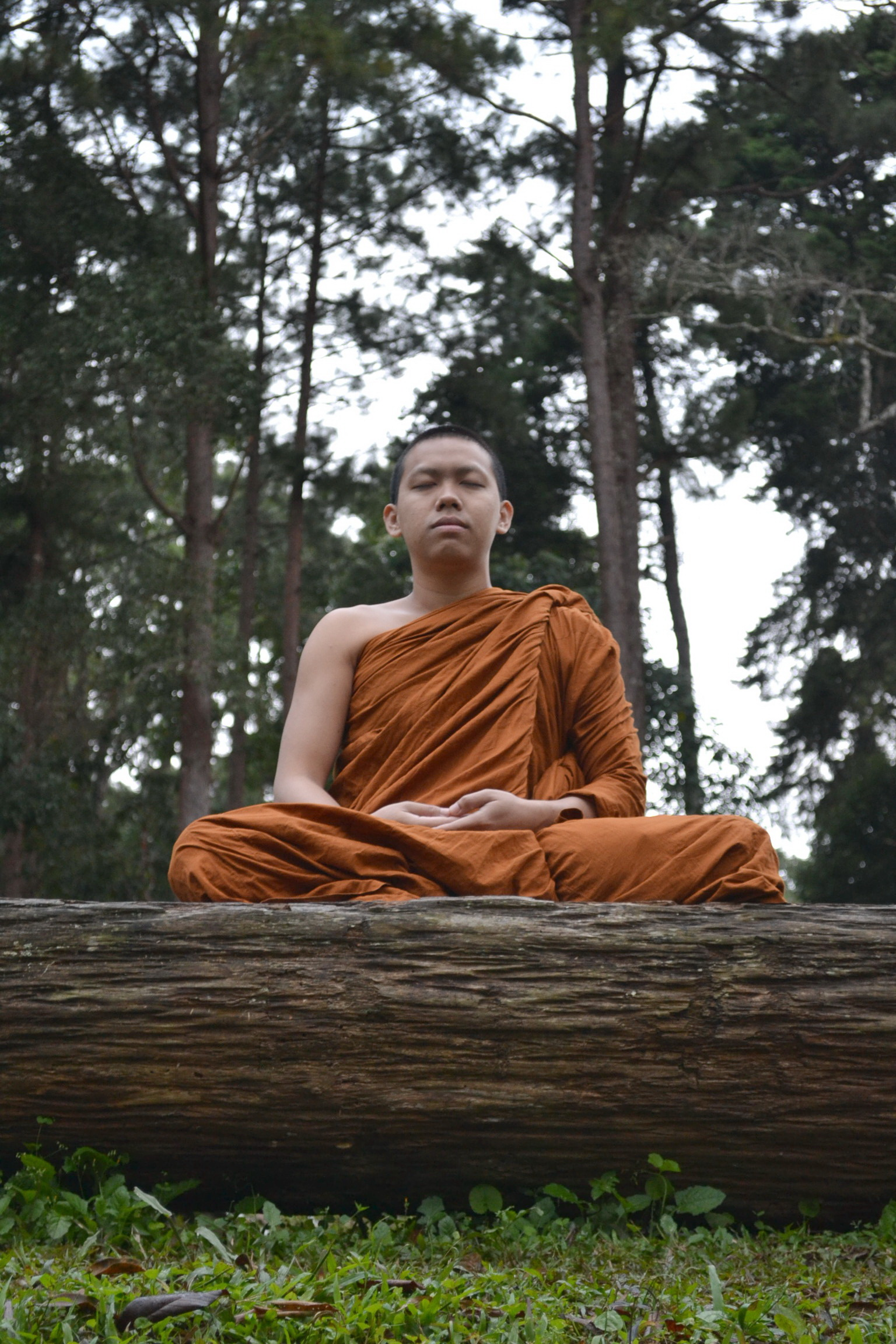
La meditación es fundamental para encontrar la paz interior

Ānāpānasati Sutta (Pāli) — Discurso sobre la Atención Plena en la Respiración, o Ānāpānasmṛti Sūtra (Sánscrito), es un texto escrito que contiene unas precisas y detalladas instrucciones para la práctica del anapanasati o la meditación basada en la atención consciente de la respiración. 
De acuerdo a la tradición, fue originalmente dado por Buda Gautama y es uno de los textos más importantes del Canon Pali.

## Etimología

### En Pali
- ānāpāna, flujo natural y alternado de inspirar y exhalar
- sati, atención plena
  - ānāpānasati, atención plena en la respiración

- sutta, discurso escrito dado por Buda

### En Sánscrito
- ānāpāna, flujo natural y alternado de inspirar y exhalar
- smṛti, consciencia
  - ānāpānasmṛti, consciencia en la respiración

- sūtra, discurso escrito dado por Buda

## Versiones del texto

### En el Budismo Theravada
La versión Theravada del Ānāpānasati Sutta listas dieciséis pasos para relajar y componer la mente. Según Ajahn Sujato, el objetivo definitivo de Anapanasati es lograr claridad y el entendimiento sobre las Cuatro Fundaciones de la Atención/Observación (Satipaṭṭhāna), los Siete Factores de Iluminación (Bojjhangas), y finalmente con el pleno y completo Despertar, o Nirvana.
El Ānāpānasati Sutta es un texto celebrado por el Budismo Theravada, forma parte del Sutta-pitaka del Canon Pali y es el número 118 discurso en el Majjhima Nikaya (MN) y es así conocido como el sutra "MN 118".

### En el Budismo Asiático Oriental
El Ānāpānasmṛti Sūtra, como es conocido por las escuelas budistas iniciales en India, existe en varias formas. Hay una versión del Ānāpānasmṛti Sutra en el Ekottara Āgama preservado en el Canon Budista Chino. Esta versión también enseña sobre los Cuatro Dhyānas, para recordar las vidas pasadas, y el Ojo Divino. La traducción más temprana de las instrucciones del Ānāpānasmṛti fue realizada por An Shigao como un sutra independiente (T602) en el siglo II d. C.. No forma parte del Āgama Sarvastivada Madhyama, es en cambio un texto independiente, no obstante que los dieciséis pasos se encuentran en algún lugar en el Āgamas Madhyama y Samyukta. Las versiones preservadas en el Āgama Samyukta son SA 815, SA 803, SA 810–812 y estos tres sutras han sido traducidos al inglés por Thích Nhất Hạnh.

## Resumen del Discurso

### Beneficios
Buda establece que la atención plena en la respiración, "desarrollada y practicada repetidamente, tiene grandes frutos, grandes beneficios." Finalmente, puede lograr "aclarar la visión y la liberación." El camino por qué esto ocurre es aquello:
- Atención Plena en la Respiración (Pali: Ānāpānasati) ventajas de desarrollo a la perfección de las Cuatro Fundaciones de la Atención/Observación (Satipaṭṭhāna).[4]
- Las Cuatro Fundaciones de la Atención/Observación desarrollan el camino para la perfección de los Siete Factores de Iluminación (Bojjhangas).
- Los Siete Factores de Iluminación desarrollan el camino para la claridad y la liberación.

### Instrucciones previas
- Busca un lugar aislado (un bosque, a los pies de un árbol o un lugar vacío)
- Siéntate derecho
- Cruza las piernas
- Concéntrate en tu respiración (Parimukhaṃ)

### Instrucciones básicas
A continuación, se enumeran las 16 instrucciones, que se suelen dividir en cuatro tétradas, de la siguiente manera:
1. Primera Tetrada: La contemplación del cuerpo (kāya)
  1. Experimenta tu inspiración y exhalación
  2. Experimenta las respiraciones largas o cortas
  3. Experimenta el cuerpo plenamente (sabbakāaya)
  4. Calma las formaciones corporales

1. Segunda Tetrada: La contemplación de la sensación (vedanā)
  1. Experimenta la alegría o arrebatamiento (pīti)[6]
  2. Experimenta el placer (sukha')
  3. Experimenta las elaboraciones mentales (citta-saṃskāra)
  4. Calma las elaboraciones mentales

1. Tercera Tetrada: La contemplación de la mente (citta)
  1. Experimenta la mente
  2. Regocija la mente
  3. Aquieta la mente
  4. Libera la mente

1. Cuarta Tetrada: La contemplación de los objetos mentales (dhammā)
  1. Contempla la impermanencia (anicca)
  2. Contempla el desapasionamiento
  3. Contempla el cese
  4. Contempla la renuncia